# Maksym Zalizniak
Pour les articles homonymes, voir Zalizniak.
Maksym Zalizniak, en ukrainien : Максим Ієвлевич Залізняк, est un cosaque né vers 1740 et mort après 1768 connu comme chef de la Kolyivchtchyna.
Il fut élu hetman en juin 1768 après avoir capturé Ouman avec les forces d'Ivan Gonta. Envoyé par Catherine II, le général Mikhaïl Kretchetnikov les combattit, il fut capturé et condamné aux travaux forcé à perpétuité dans les mines de Nerchinsk.

## postérité
Il passait à la postérité avec le poème épique intitulé Les haïdamaks (Гайдамаки, 1841) de Taras Chevtchenko représenté dans un film : Kolyivchtchyna en 1931.

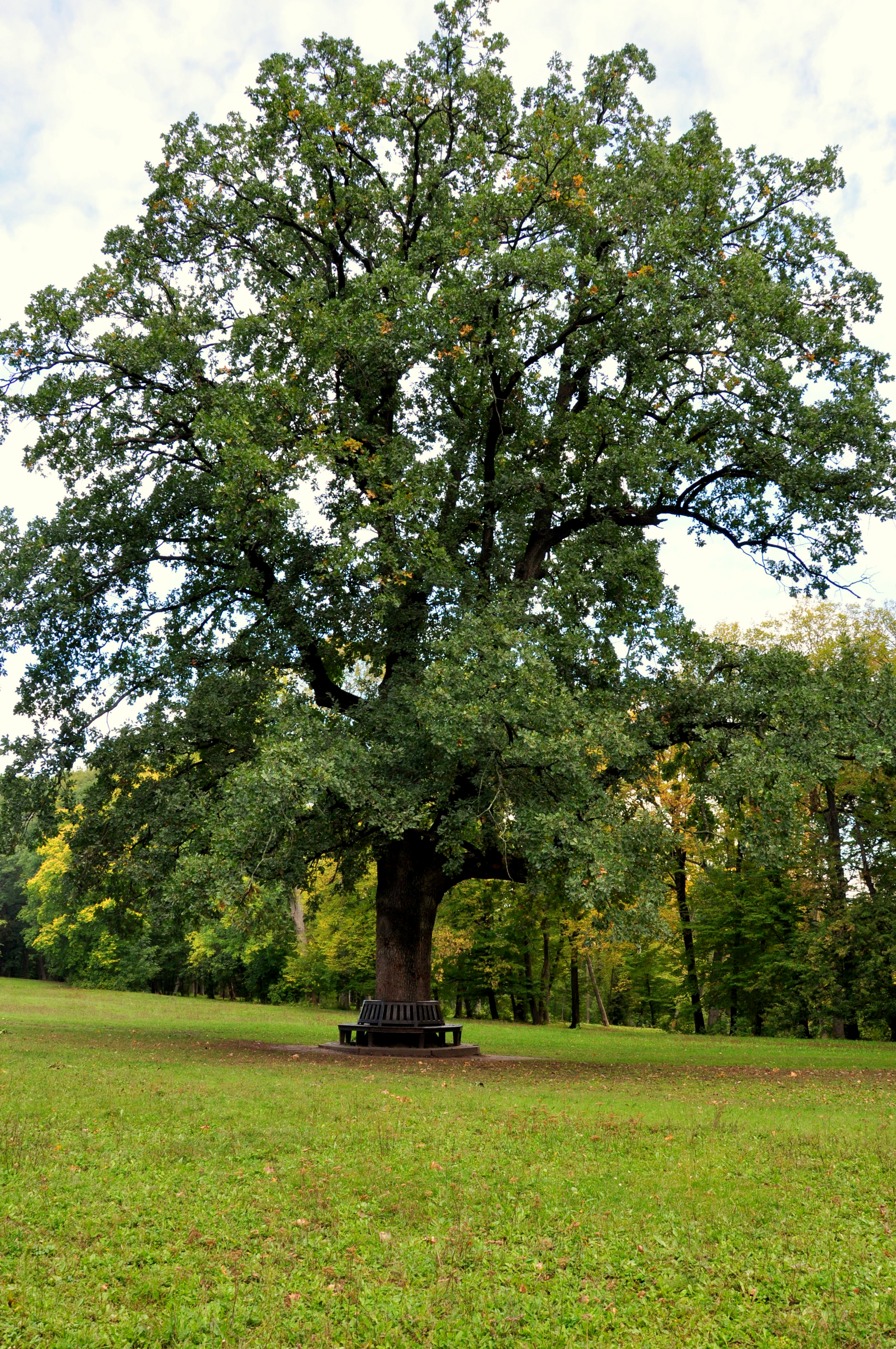
Chêne à son nom classé n° 71-108-0305[2] dans le parc Sofiyivsky.
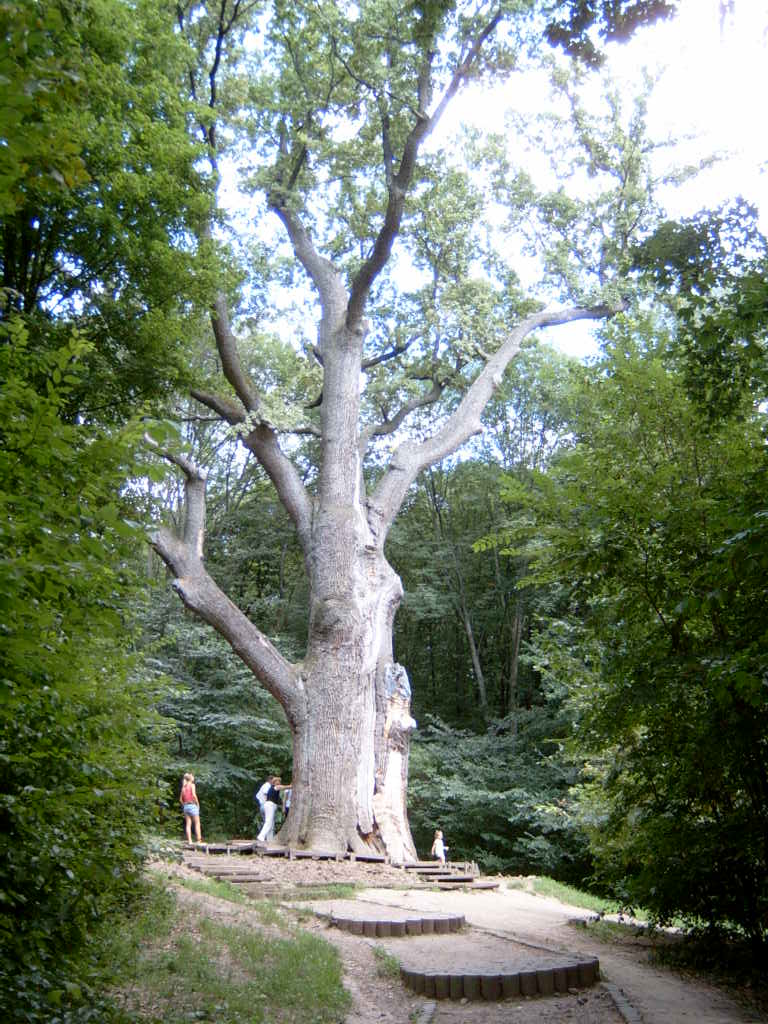
et celui à Ouman, Réserve nationale historique et naturelle de Tchyhyrine classé n° 71-254-0027[3].
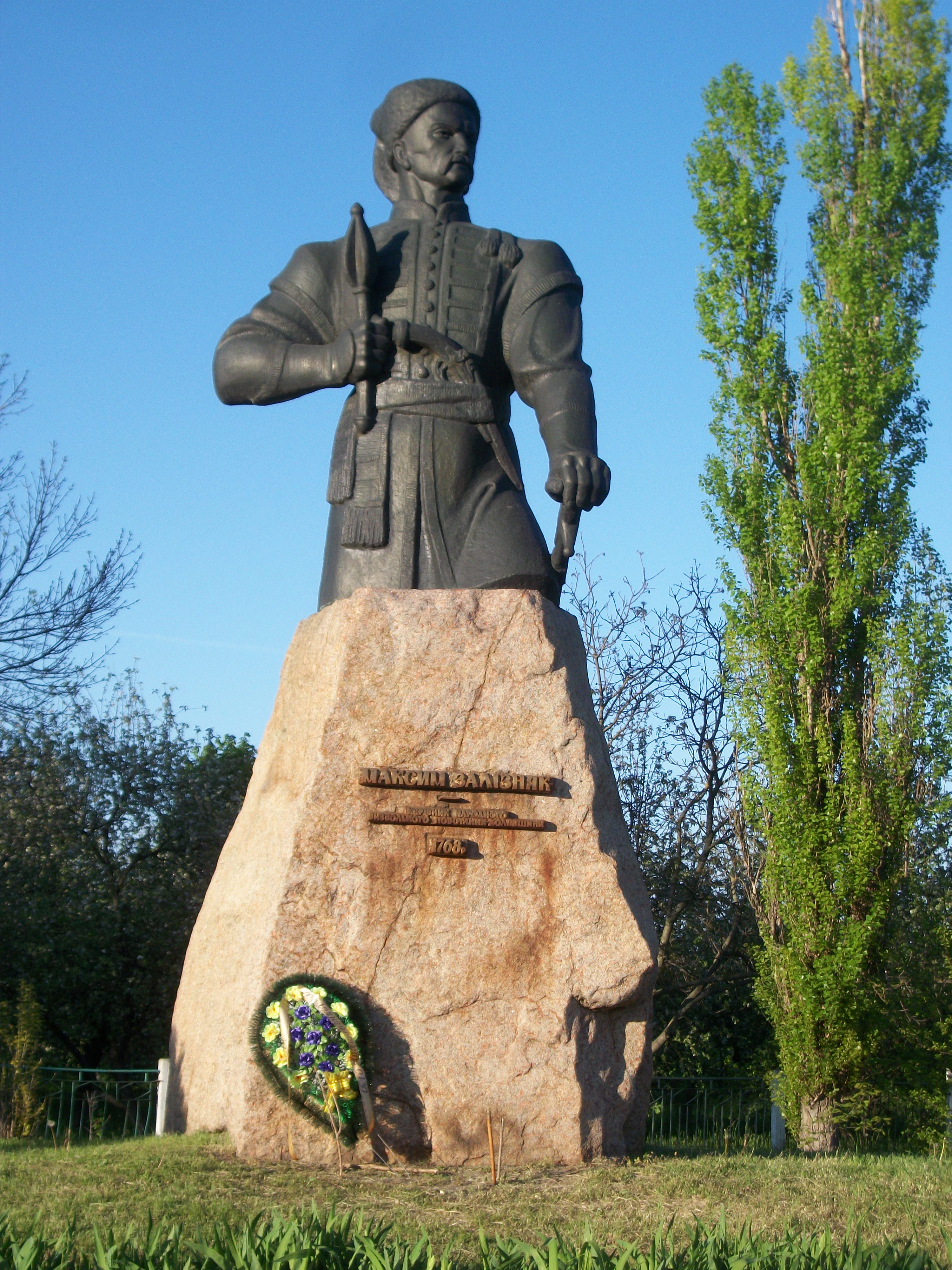
Son buste à Medvedivka classé n° 71-254-0105[4].
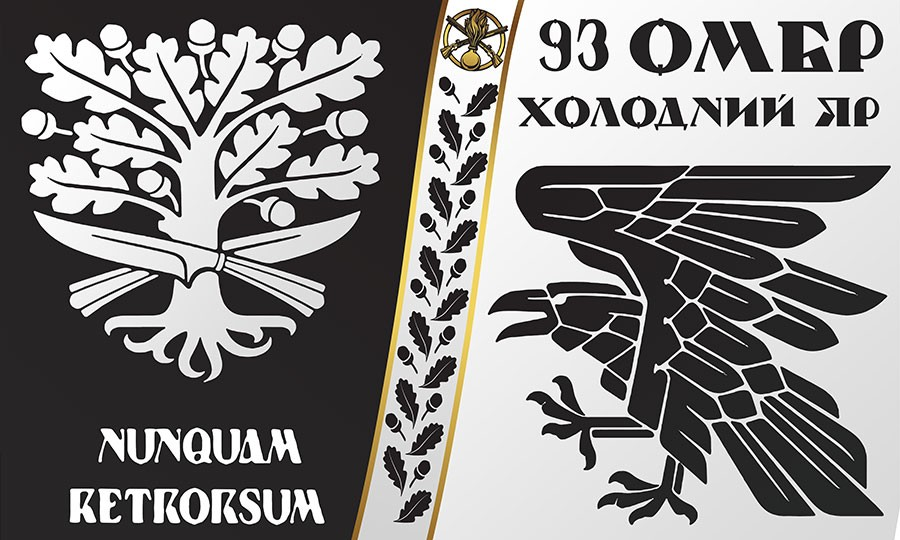
Drapeau de motivation de la 93e brigade mécanisée, le chêne blanc à son nom..